# BioMed Central
A BioMed Central (BMC) több mint 200 szabad hozzáférésű biológiai és orvostudományi folyóiratot kiadó nagy-britanniai kereskedelmi tudományos folyóirat-kiadó. A hagyományos kiadókkal, például az Elsevierrel vagy a Springerrel szemben minden tudományos publikációt ingyen elérhetővé tesz az interneten. A költségeket a kiadó kutató által fizetett díjakból fedezi. A publikációkat a hagyományos kiadókhoz hasonlóan igényesen lektorálja.

## Történet
A BioMed Centralt Vitek Tracz alapította 2000 áprilisában.
2007-ben a Yale Egyetem Könyvtára megszűnt fizetni az új publikációk költségeit azoknak, akik a BioMed Central folyóirataiban kívánták közölni azokat.
2008 októberében a Springer Science+Business Media (2015-től Springer Nature) átvette a BioMed Centralt. 2008 novemberében a BioMed Central a Healthcare Information For All támogatója lett.
A Springerrel való egyesülés után fokozatosan az általános Springer-szoftvernek megfelelően változtak a BMC-folyóiratok. Ez bizonyos funkciók, például a géppel olvasható XML formátumú tanulmány letölthetőségének, a közvetlen PDF-letöltés és a sütik nélkül történő cikkolvasás lehetőségének elvesztését okozta.

## Folyóiratok
A legfontosabb folyóiratai a Biotechnology for Biofuels, a Genome Biology, a Genome Medicine, az Arthritis Research & Therapy, a Breast Cancer Research és a Critical Care. 53 folyóirat rendelkezett 2016-ban impaktfaktorral, ebből a BMC Biologyé volt a legmagasabb (7,98).

## Fordítás
- Ez a szócikk részben vagy egészben  a   BioMed Central című német Wikipédia-szócikk ezen változatának fordításán alapul.  Az eredeti cikk szerkesztőit annak laptörténete sorolja fel. Ez a jelzés csupán a megfogalmazás eredetét és a szerzői jogokat jelzi, nem szolgál a cikkben szereplő információk forrásmegjelöléseként.
- Ez a szócikk részben vagy egészben  a   BioMed Central című francia Wikipédia-szócikk ezen változatának fordításán alapul.  Az eredeti cikk szerkesztőit annak laptörténete sorolja fel. Ez a jelzés csupán a megfogalmazás eredetét és a szerzői jogokat jelzi, nem szolgál a cikkben szereplő információk forrásmegjelöléseként.